# Anchinothria cirrobranchiata
Anchinothria cirrobranchiata är en ringmaskart som först beskrevs av Moore 1903.  Anchinothria cirrobranchiata ingår i släktet Anchinothria och familjen Onuphidae. Inga underarter finns listade i Catalogue of Life.